# Plagionotus detritus
Clyte frelon
Espèce
Plagionotus detritus, le Clyte frelon, est une espèce d'insectes coléoptères de la famille des Cerambycidae.

## Description
Cette espèce est bien reconnaissable avec ses antennes et ses pattes rousses, et ses parties dorsales noires et jaunes avec un peu de roux vers le haut des élytres. Le pronotum noir présente deux bandes jaunes. Les élytres ont la moitié supérieure noire avec deux bandes claires, et la moitié inférieure jaune avec deux bandes noires. L'apex des élytres est tronqué, non arrondi comme chez les autres espèces du genre. Lorsqu'elle se déplace, elle imite les à-coups des guêpes, bien que par la taille elle rappellerait plutôt un frelon sans les ailes. Elle mesure 10 à 20 mm sans les antennes ni les pattes.
Il existe plusieurs autres espèces de cerambycidés jaunes à bandes noires ou noirs à bandes jaunes avec lesquelles il ne faut pas la confondre (genres Chlorophorus, Clytus, Cyrtoclytus, Neoplagionotus, Plagionotus, Xylotrechus).

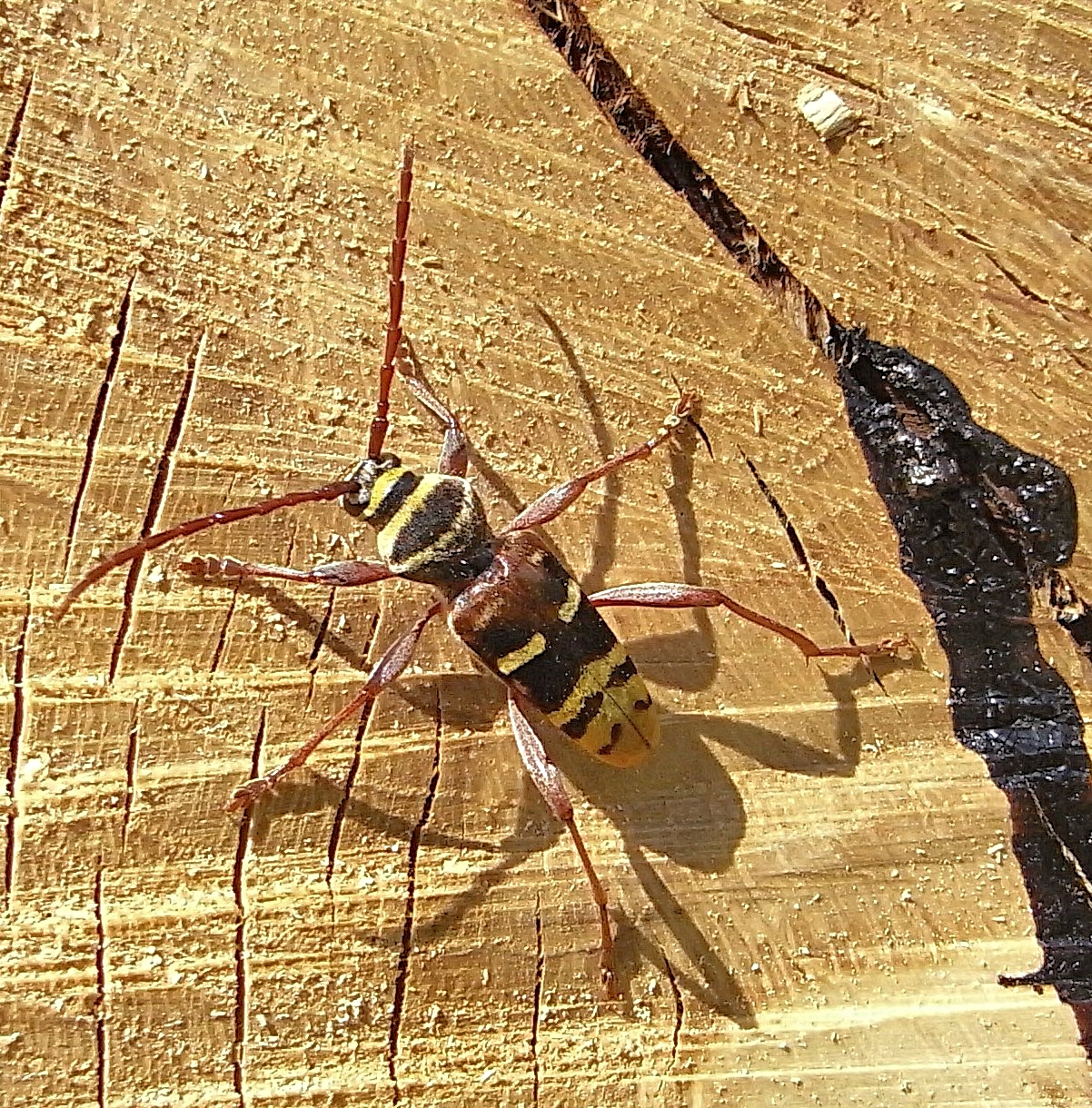
Vue de dessus.
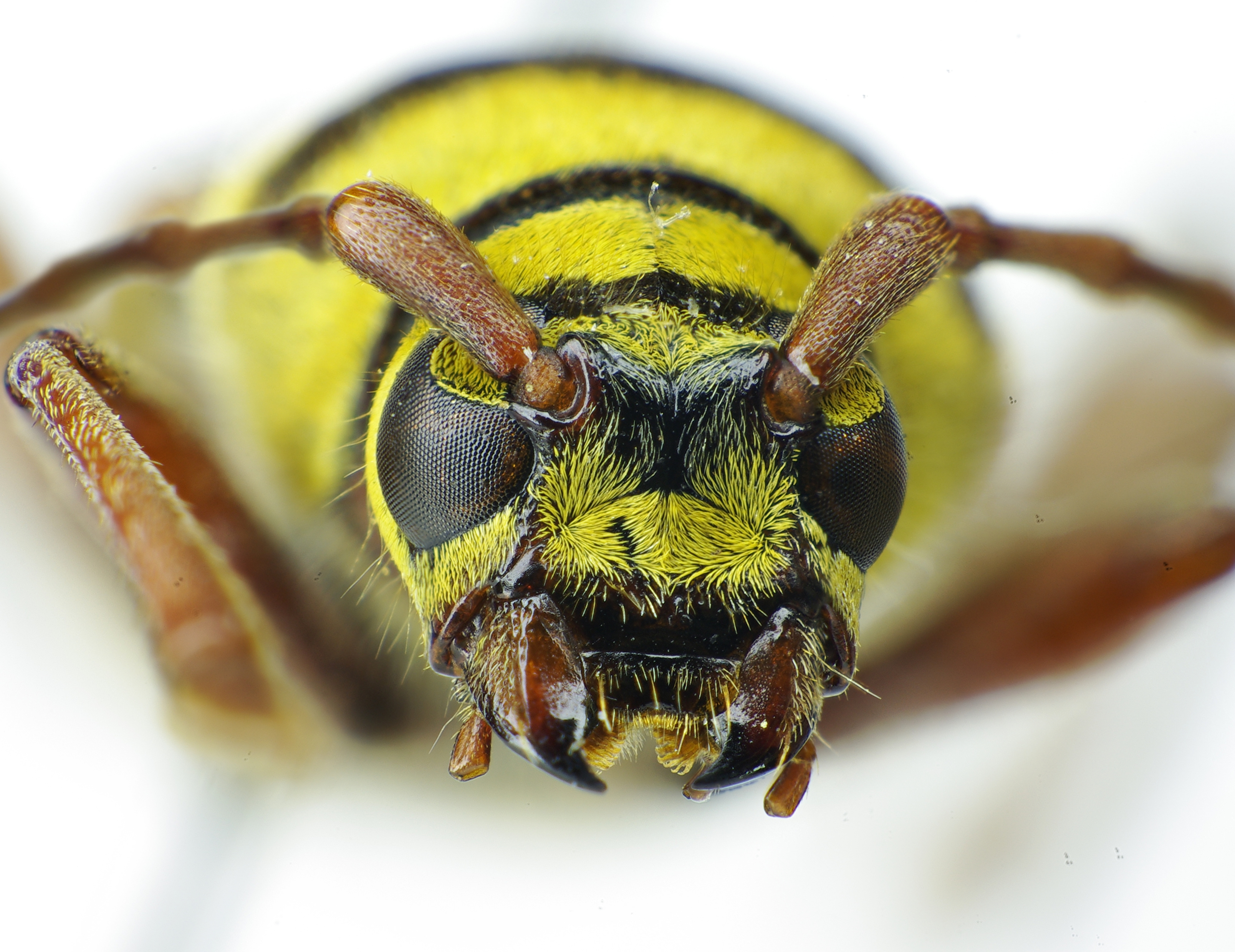
Vue de face.
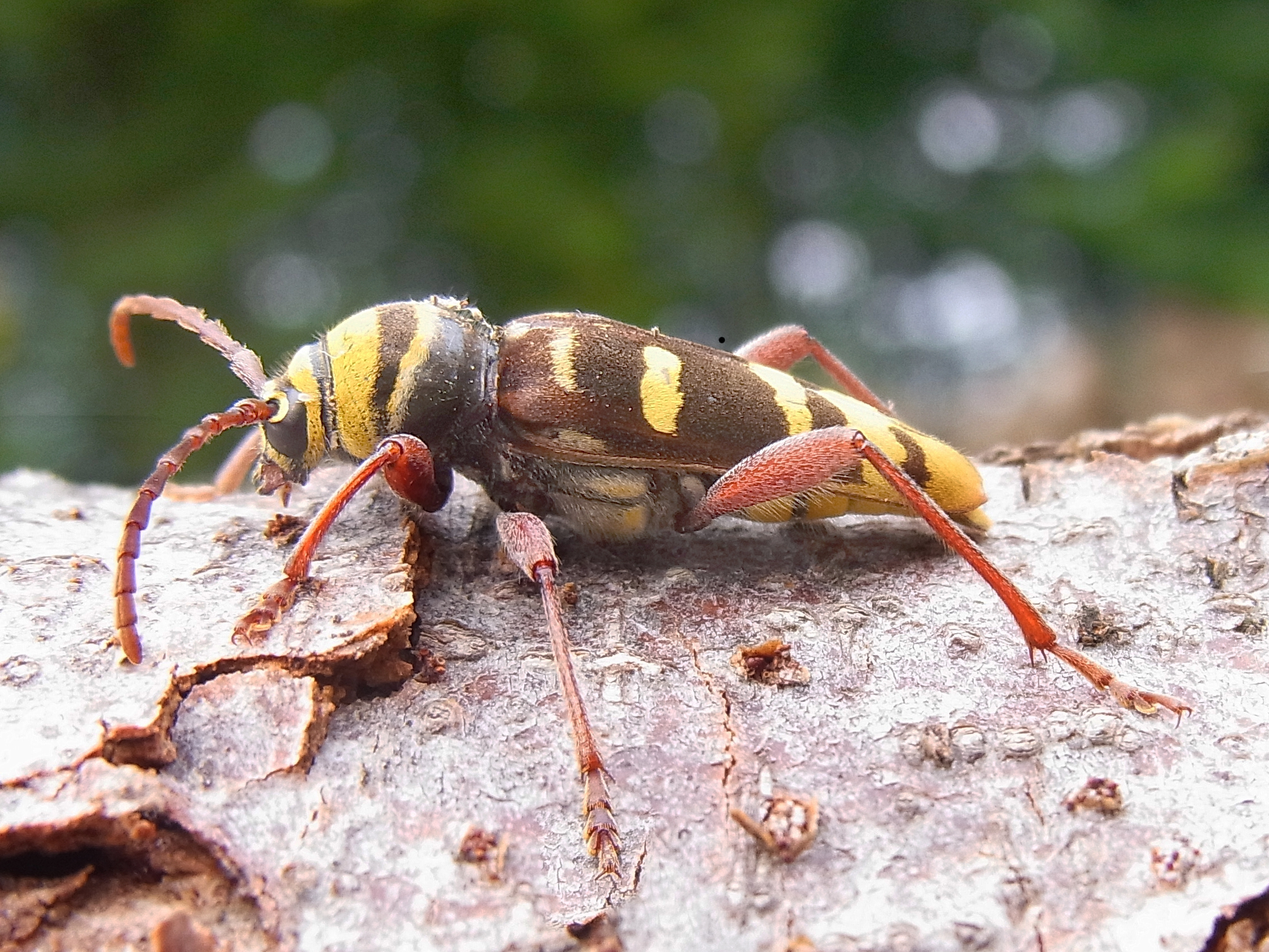
Vue de côté.
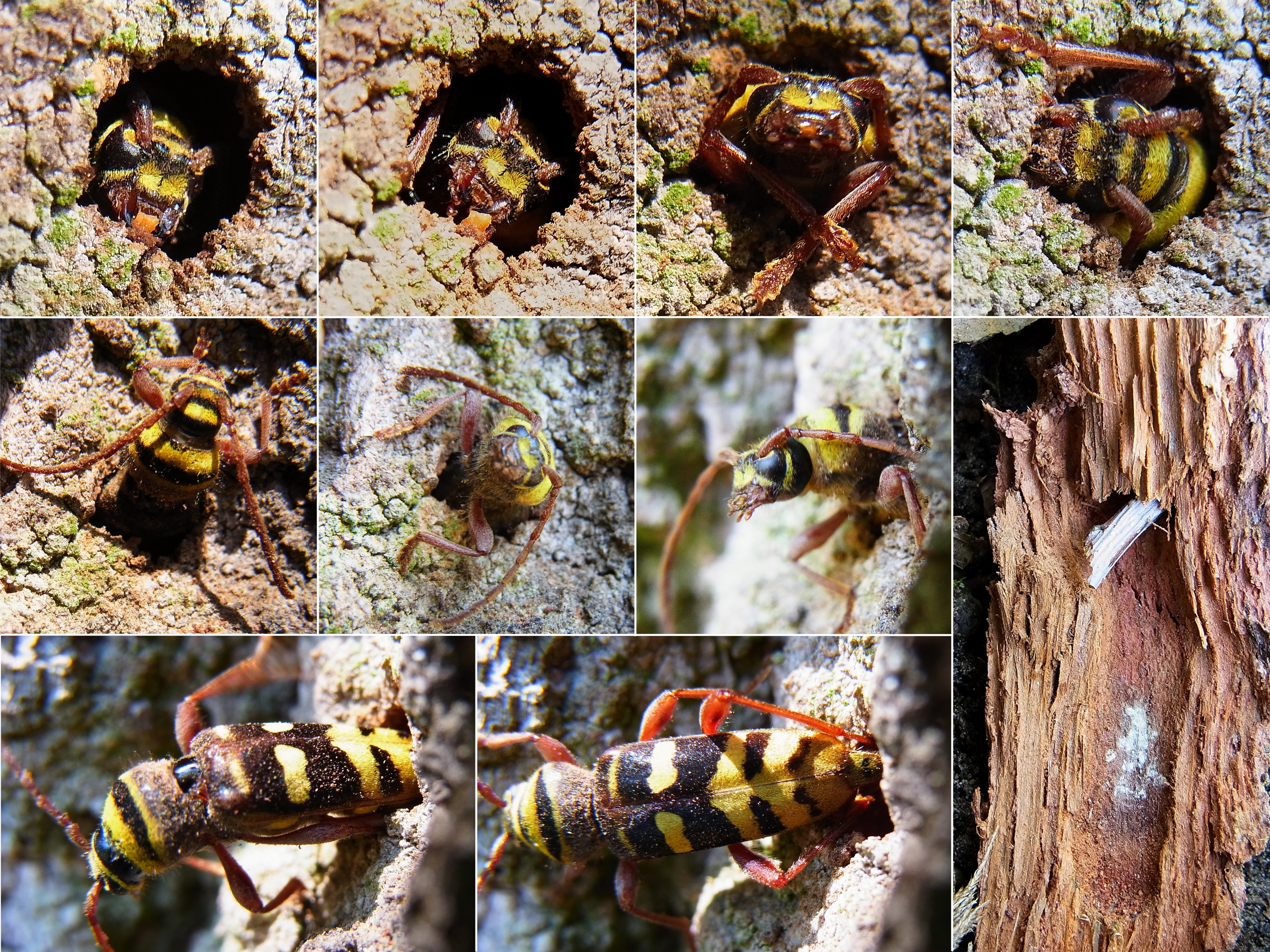
Émergence depuis la chambre de nymphose.

## Répartition
Il s'agit d'une espèce euro-touranienne, rencontrée du Portugal à l'ouest jusqu'au Kazakhstan à l'Est, et jusqu'en Suède au Nord. 

## Biologie
Le Clyte frelon aime les troncs exposés dans des forêts de feuillus, surtout de chênes (Quercus), mais également de charmes (Carpinus), de hêtres (Fagus), de châtaigniers (Castanea) et d'autres. Les femelles pondent dans les fissures de l'écorce, dans laquelle ou sous laquelle se développent les larves, sur les troncs debout ou couchés, ou sur des branches épaisses. Leur cycle dure entre un et deux ans. Les adultes se rencontrent de juin à août. Ils sont diurnes, mais non floricoles, et peuvent être attirés par les substances fermentées,.

## Systématique
L'espèce a été décrite par Linnaeus en 1758 sous le protonyme de Leptura detrita. Toutefois, elle ne fait pas partie de la sous-famille des Lepturinae, mais de celle des Cerambycinae, dans la tribu des Clytini. C'est l'espèce type du genre Plagionotus, qui appartient également au sous-genre nominal.
Deux sous-espèces sont reconnues, la sous-espèce nominale, et une autre, P. detritus caucasicola Plavilstshikov, 1940, uniquement du Nord et de l'Ouest du Caucase.

### Étymologie
Le nom Plagionotus detritus signifie « à marques obliques ayant l'air effacé » (du grec plagio-, « oblique » ; nota, « bande, marque ou barre » en latin, et detritus, « usé, effacé » en latin).

### Synonymes
- Callidium convertinii Petagna, 1819[9]
- Clytus detritus White, 1855[10]
- Leptura detrita Linnaeus, 1758[9]
- Stenocorus brabantinus Voet, 1806[9]

### Liste des sous-espèces et variétés
Selon BioLib (12 juin 2021) :
- Plagionotus detritus caucasicola Plavilstshikov, 1936
- Plagionotus detritus detritus (Linnaeus, 1758)
- Plagionotus detritus detritus var. obscurebasalis Pic, 1942